# Fadéla Amara

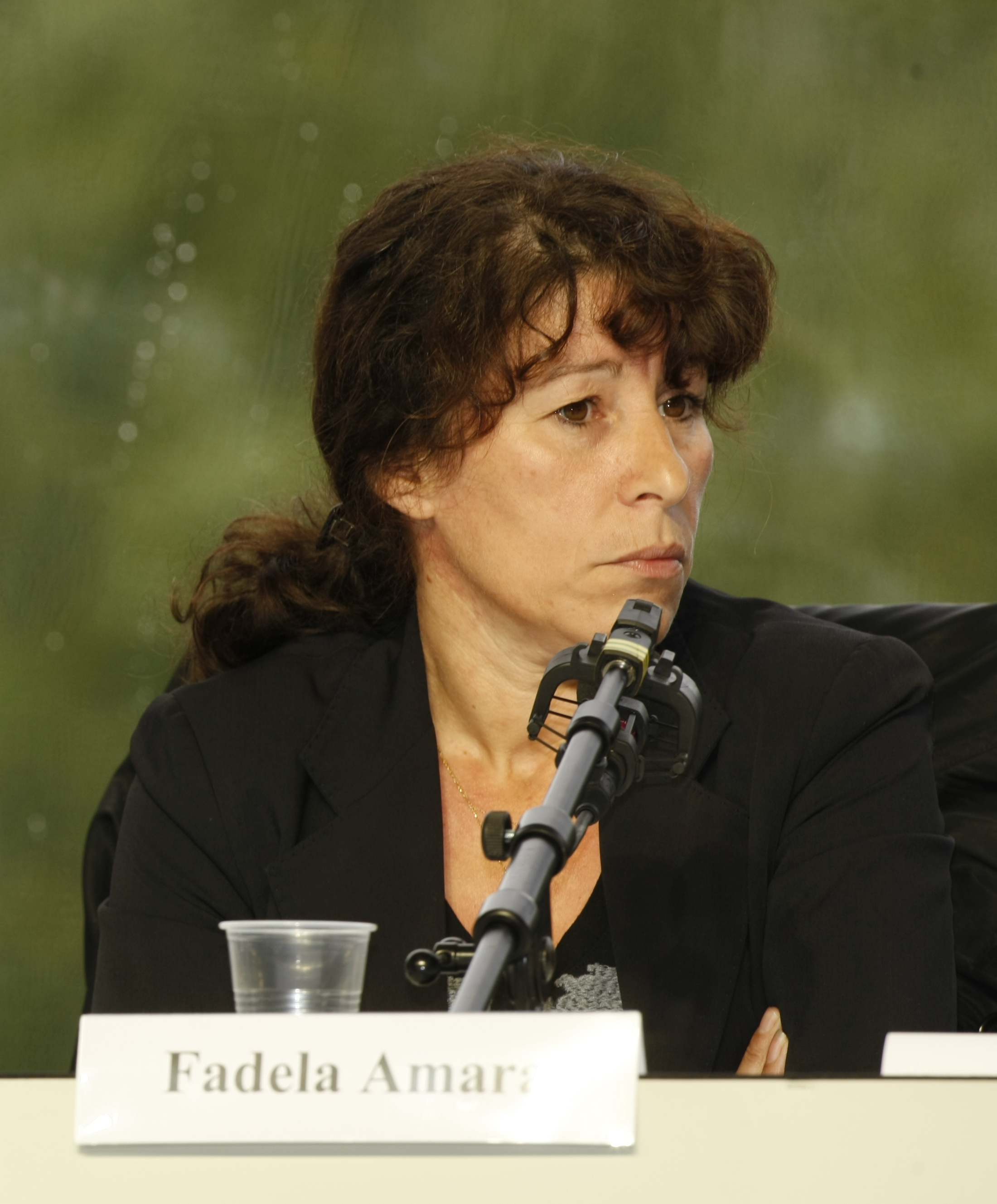
Fadéla Amara in 2009

Fadéla Amara, ook bekend als Fatiha Amara (Clermont-Ferrand, 1964) is een Frans feministe en politicus. Ze is de staatssecretaris voor Stedelijk Beleid in de UMP-regering van Franse Eerste Minister François Fillon. Ze is oprichter en voorzitter van de organisatie Ni Putes Ni Soumises, opgericht naar aanleiding van de moord op Sohane Benziane.

## Levensloop
Over de situatie voor vrouwen in de sloppenwijken waarin ze opgroeide zei ze, "dochters, zusters, nichten en buurvrouwen moeten zich of onderdanige en deugdelijke vazallen tonen, of behandeld willen worden als goedkope hoeren. Ieder teken van onafhankelijkheid of vrouwelijkheid wordt gezien als een uitdaging en provocatie."
In maart 2001 werd ze gekozen in de gemeenteraad van Clermont-Ferrand.
Ze is ook wel het vrouwelijk alter ego genoemd van Malek Boutih, voormalig voorzitter van SOS Racisme.
Op 19 juni 2007 werd ze benoemd tot staatssecretaris voor Stedelijk Beleid in het kabinet van François Fillon. Ze valt onder volkshuisvestingsminister Christine Boutin.